# Cesargrad

Grundriss von Cesargrad

Die Burg Cesargrad befindet sich etwa 2,4 km nordwestlich oberhalb der Stadt Klanjec auf einem etwa 509 m hohen Bergrücken der Cesargradska gora in der Gespanschaft Krapina-Zagorje in Kroatien. Heute sind nur noch Reste der Burganlage vorhanden.

## Geschichte
Die Burg Cesargrad wurde der Überlieferung nach von Mitgliedern des  Tempelordens erbaut. Im Jahr 1399 wurde sie zum ersten Mal erwähnt, als der kroatisch-ungarische König Sigismund von Luxemburg die Region Zagorje zusammen mit der Burganlage als Schenkung dem Grafen und Landeshauptmann Hermann II. von Cilli überließ. Entscheidend für die Schenkung war die enge Bindung an den König durch den Grafen, der ihm im Jahr 1396 nach der misslungenen Schlacht bei Nikopolis zur Seite stand.
Anfang des 16. Jahrhunderts kam die Burg in den Besitz der Adelsfamilie Erdődy. Im Jahr 1541 übertrug Peter I. sein gesamtes herrschaftliches Gut, unter anderem auch Cesargrad, an seinen Sohn und Nachfolger Peter II. und dessen Frau Margareta. Zwischen den Jahren 1552 und 1556 kam es in Cesargrad zu Auseinandersetzungen und Streitigkeiten zwischen ihm und seinen Verwaltern mit den Beamten der Herrschaft Susedgrad-Stubica, wodurch sowohl die Überwachung der Gegend vor feindlichen Übergriffen durch die Osmanen als auch der Handel stark beeinträchtigt wurden. Etwas später, im Jahr 1559, wurde dessen Besitz vom damaligen Kaiser des Heiligen Römischen Reiches Ferdinand I. in einer Urkunde bestätigt.
Während des kroatisch-slowenischen Bauernaufstands wurde die Burg stark in Mitleidenschaft gezogen. Der Aufstand begann mit einem Angriff der Bauernarmee in der Nacht vom 27. auf den 28. Januar 1573 auf Cesargrad. Die Burg wurde durch die Rebellen unter der Führung von Ilija Gregorić erobert, anschließend verwüstet und niedergebrannt.
Nach der Zerstörung der Burg begann teilweise der Wiederaufbau durch die Familie Erdődy, es kam aber nicht zur Fertigstellung des Bauvorhabens und ab Mitte des 17. Jahrhunderts wurde Cesargrad aufgegeben.

## Galerie

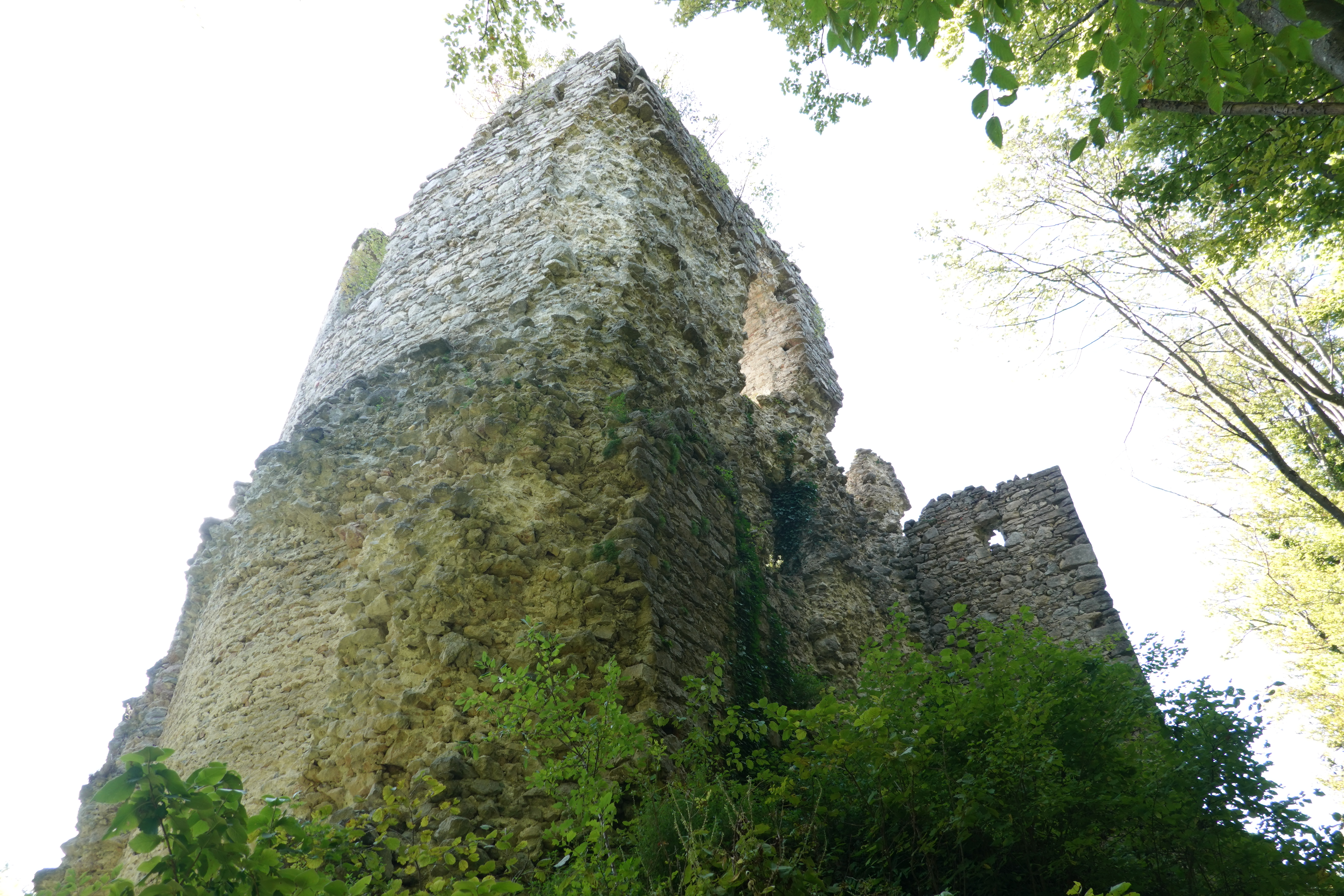
Ehemaliger Turm
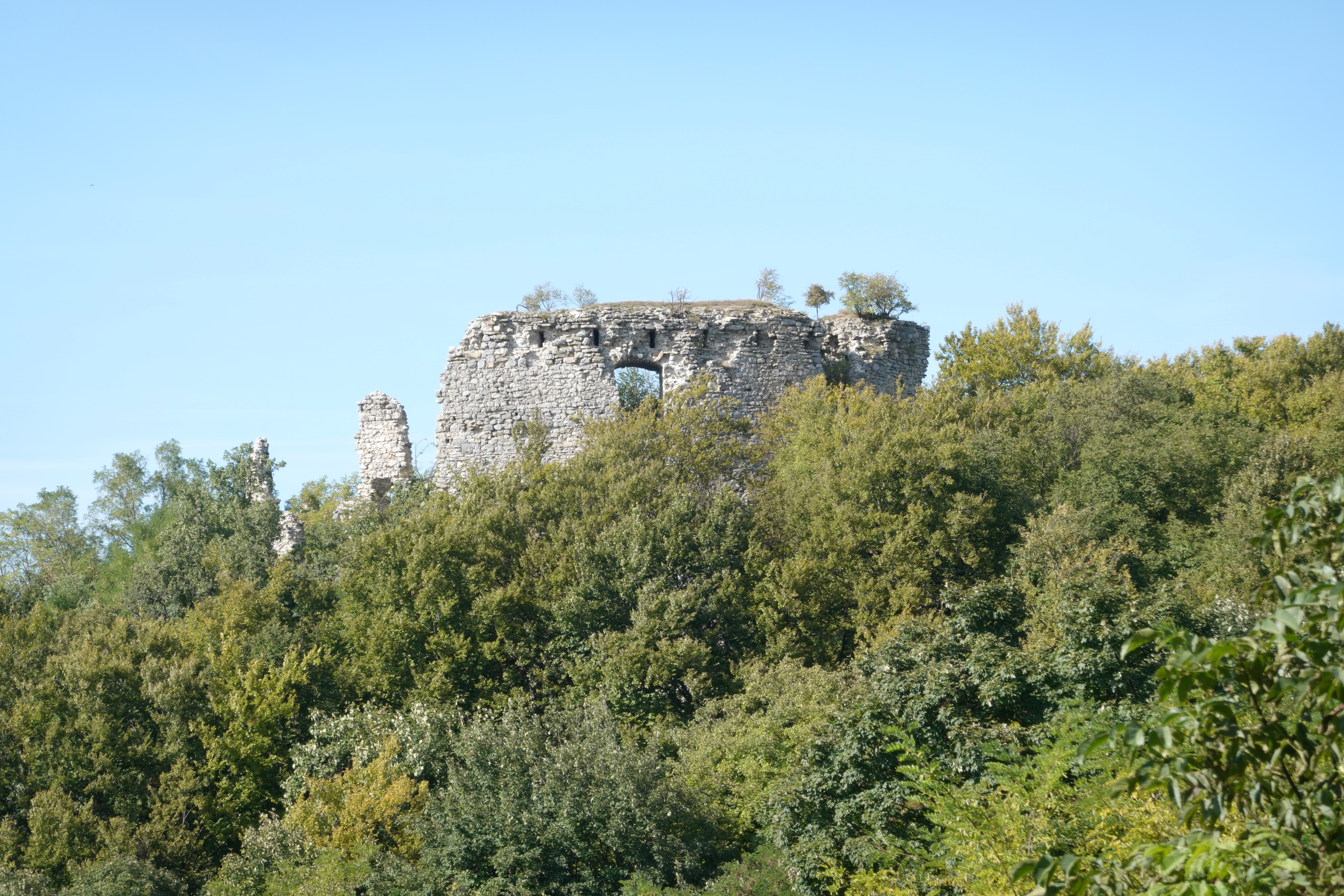
Außenansicht der Burgruine
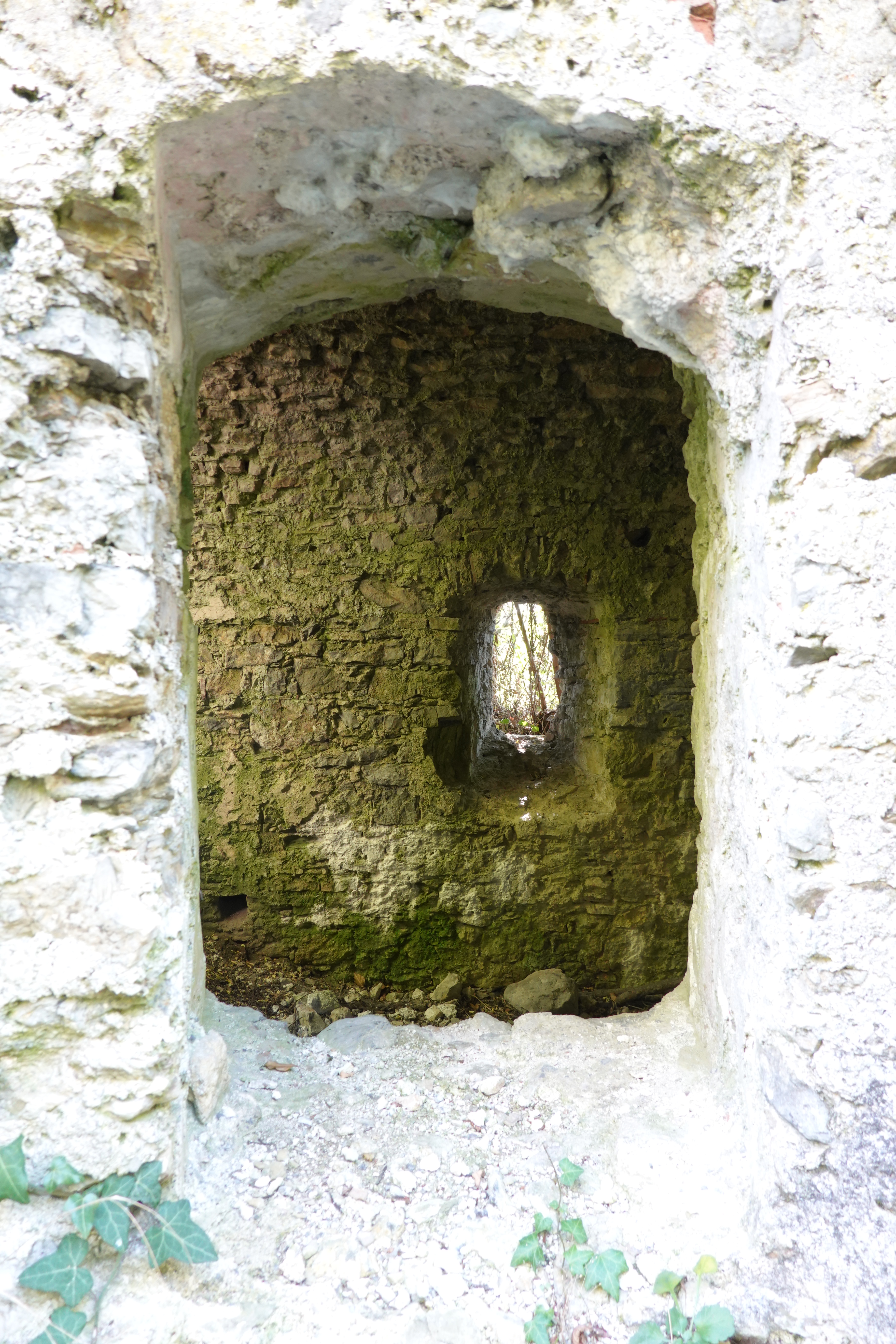
Blick auf eine Schießscharte
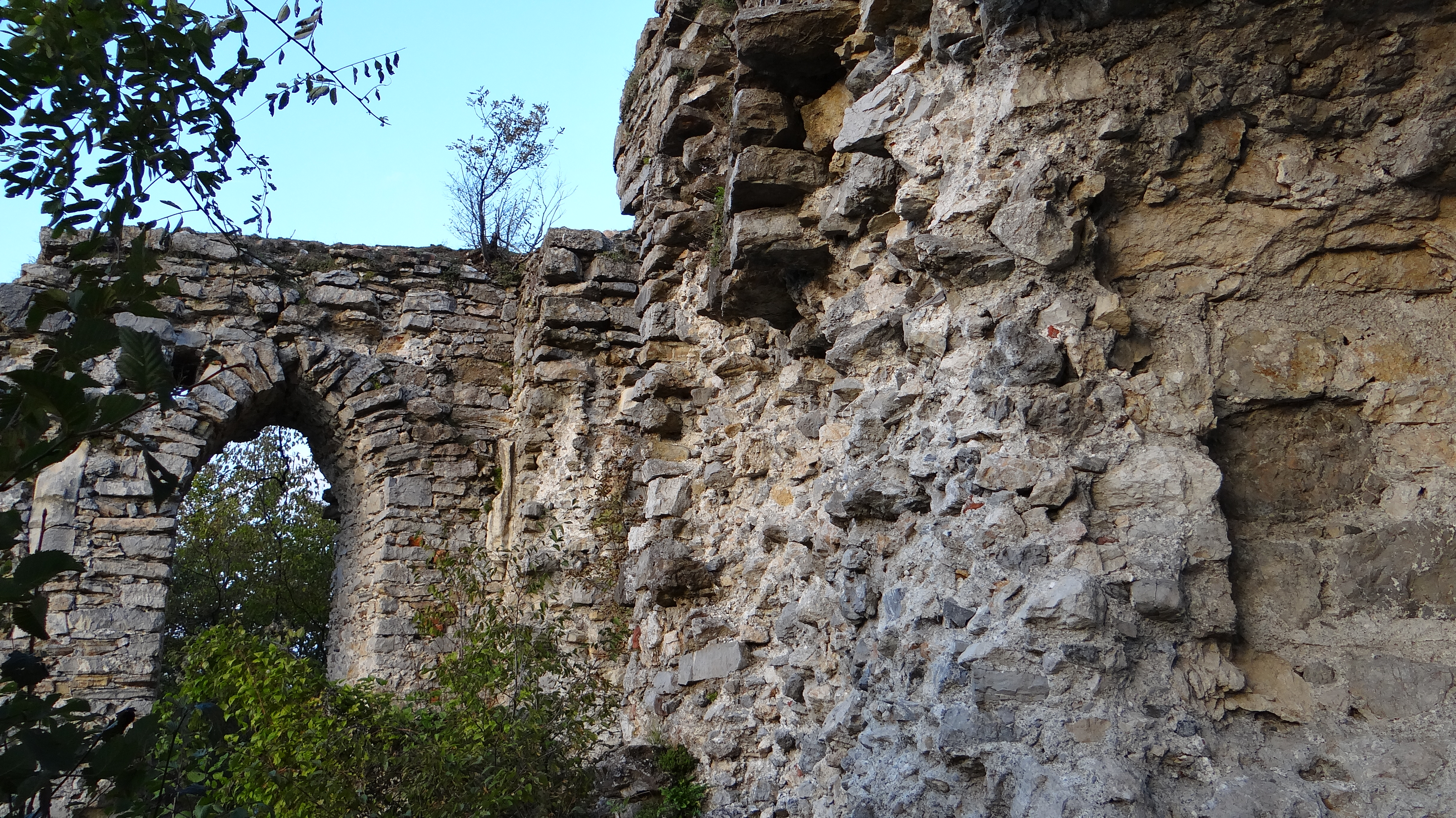
Mauerreste der Burg
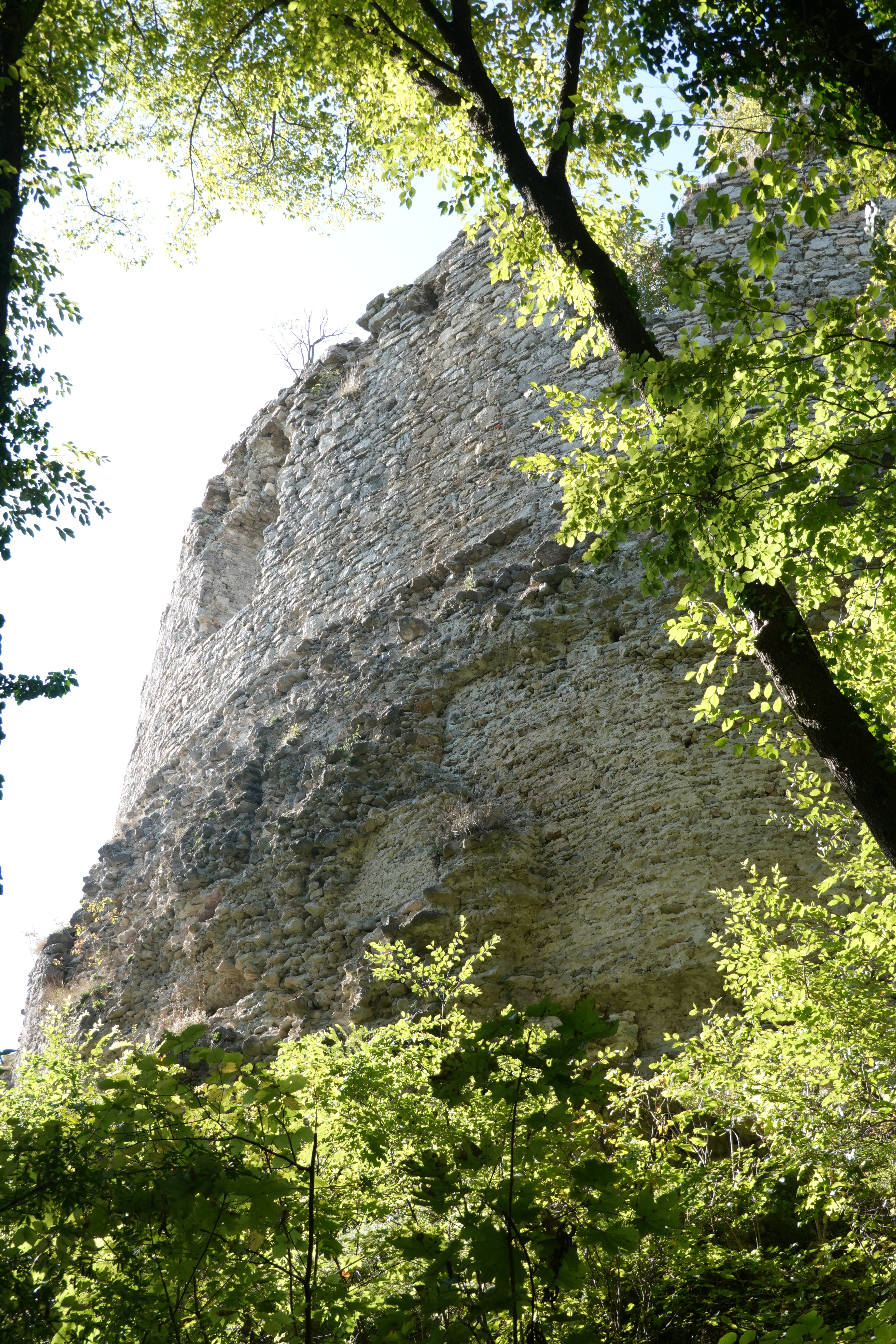
Unterhalb der Ruine
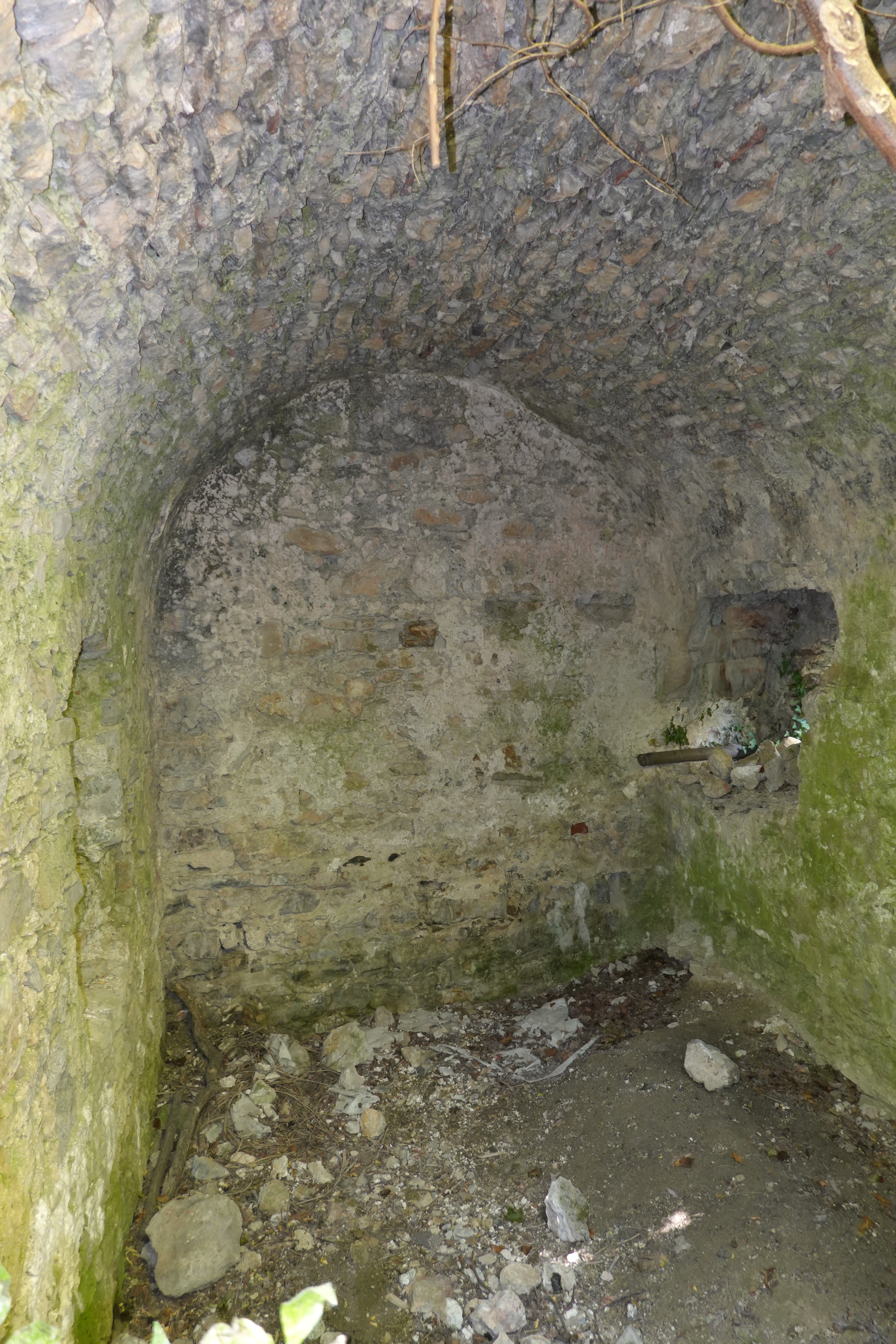
Gewölbter Unterstand
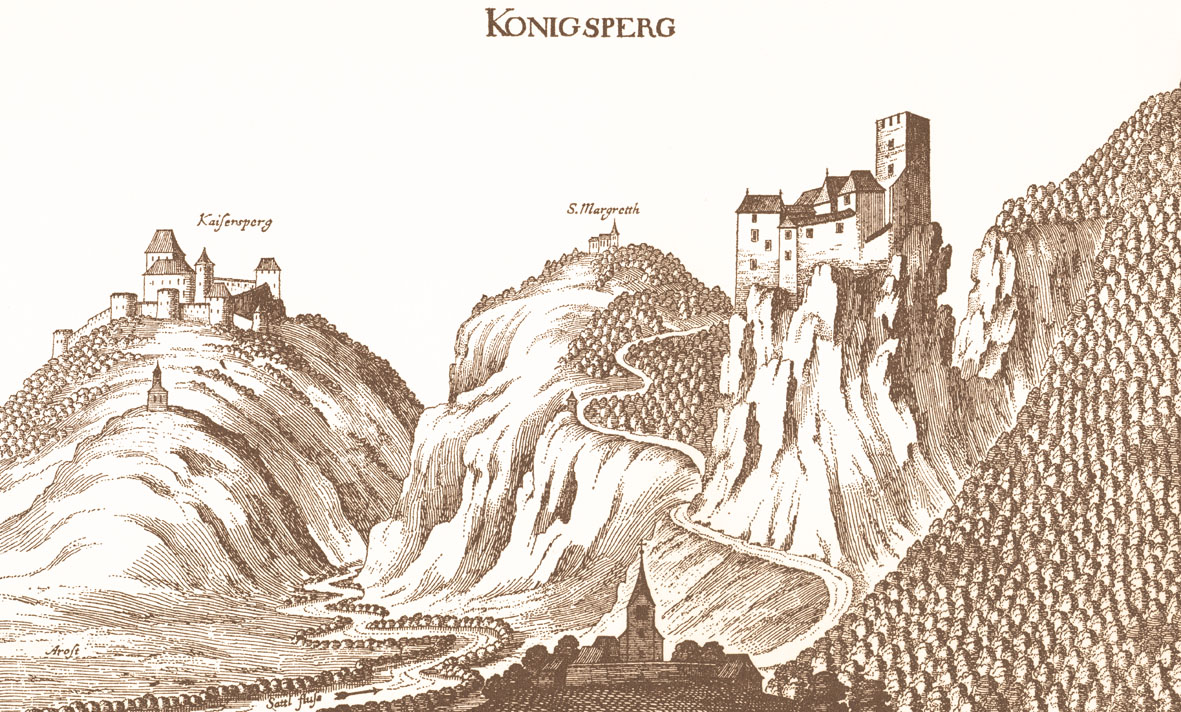
Topographie von Kunšperk (Königsberg) und Cesargrad (Kaiserberg) von Andreas Trost von 1681.